# Armáda špásu
Armáda špásu je šesté studiové album české skupiny J.A.R.. Vydáno bylo v roce 2006 společností Sony BMG a jeho producentem byl vůdce skupiny Roman Holý. Album pro skupinu znamenalo návrat ke stylu, který hrála na počátku své kariéry. Albu se dostalo různých reakcí od kritiků, například různé redaktoři serveru Musicserver.cz hodnotili od dvou do devíti z deseti bodu.

## Seznam skladeb
1. Začni za tmy
2. Superpéro
3. Zlaté struny
4. Dělnická 69
5. Made in Love
6. Nevidomý národ
7. Paměť
8. Jak ti je
9. Potomek Prahy
10. Doufám
11. Léky
12. Divoký tempa
13. Tvrďák socialistickej
14. Zajíc

## Obsazení
J.A.R.
- Roman Holý – zpěv, klávesy, kytara, baskytara, perkuse
- Dan Bárta – zpěv
- Michael Viktořík – hlas
- Oto Klempíř – hlas
- Miroslav Chyška – kytara
- Robert Balzar – baskytara
- Pavel Zbořil – bicí
- Filip Jelínek – pozoun
- Radek Kašpar – altsaxofon
- František Kop – tenorsaxofon

Ostatní
- Jaroslav Halíř – trubka, křídlovka
- Radek Němec – trubka, křídlovka
- Bedřich Šmarda – bassaxofon, barytonsaxofon, altsaxofon
- Tomáš Křemenák – příčná flétna
- Karel Růžička mladší – tenorsaxofon, příčná flétna
- Matěj Ruppert – zpěv
- Zuzana Říhová – zpěv
- Karel Höger – hlas
- Bohumil Švarc – hlas